# Imrehegy
Imrehegy es un pueblo ubicado en el distrito de Kiskőrös, en el condado de Bács-Kiskun, Hungría.

## Superficie
Posee una superficie de 70,31 kilómetros cuadrados.

## Demografía
Hasta 2019 la población era de 672 habitantes, con una densidad de población de 9,558 habitantes por kilómetro cuadrado.